# Whitehill
Whitehill è un villaggio e parrocchia civile dell'Inghilterra, appartenente alla contea dell'Hampshire.